# Rhizophagus suturalis
Rhizophagus suturalis is een keversoort uit de familie kerkhofkevers (Monotomidae). De wetenschappelijke naam van de soort werd in 1965 gepubliceerd door Jelinek.